# エビス (足袋メーカー)
エビス株式会社は、大阪府大阪市中央区にある足袋製造・販売会社である。
- 商標『ゑびす足袋』（えびすたび）。
- 商標『足美』（たび）・・・・・足美人を作るため品質管理を徹底して高級化にこだわったエビス足袋の総称。
- 意匠・商標『タビッパ』・・・・足のかかと部から足首にかけて覆う部分を取り除いてスリッパのように形成した足袋。着物を試着する場合等、履くことにより着物を着た雰囲気を出せるようにするもの。

## 沿革
- 1861年 -福田正三郎が足袋・装束商『たちばな屋』を開業。
- 1952年 -ゑびす足袋株式会社へ商号変更。
- 1969年 -エビス株式会社へ商号変更。
- 2014年 -本店を中央区玉造に移す。またアンテナショップを設ける。

## 出演したテレビ・ラジオ・新聞・雑誌
- 1984年12月 - 御足袋今昔（NHK）
- 1991年11月 - クイズところ変れば!?（テレビ東京）
- 1992年2月 - 暮らしのショッピング（NHK）
- 1992年3月 - 6時のニュース「浪速技と味」（NHK）
- 1992年3月 - 浪速24区のあの店この店（NHK）
- 1993年10月 - 歴史バラエティー「西鶴の見た浮世」（NHK総合）
- 1993年3月 - ごめんやす馬場章夫です（MBSラジオ）
- 1997年12月 - なにわ友あれ赤井英和（MBSテレビ）
- 2000年6月 - 昼あがり!どまんなか 俵太のお見事ニッポン（関西テレビ）
- 2000年12月 - WAZA&MONO 21世紀への遺産（大阪新聞）
- 2002年12月 - ものに挑戦（テレビ大阪）
- 2002年12月 - 隠れた名品（ラジオ大阪）
- 2003年3月 - エビス監修「足袋学校」全12巻（大阪市立歴史博物館に永久保存される）
- 2015年1月 - FM802 BEAT EXPO「土井印」（FM802）